# Oria (ort)
Oria är en ort i Spanien.   Den ligger i provinsen Gipuzkoa och regionen Baskien, i den norra delen av landet, 300 km norr om huvudstaden Madrid. Oria ligger 40 meter över havet och antalet invånare är 17 842.
Terrängen runt Oria är huvudsakligen kuperad, men åt nordost är den platt. Runt Oria är det tätbefolkat, med 383 invånare per kvadratkilometer. Närmaste större samhälle är San Sebastián, 7,3 km nordost om Oria. Omgivningarna runt Oria är en mosaik av jordbruksmark och naturlig växtlighet.